# Fongshan Drakenbergtempel
Fongshan Drakenbergtempel is een boeddhistische tempel op Republiek China (Taiwan). Het maakt deel uit van de organisatie Drakenbergtempel. De tempel ligt in Fengshan, Kaohsiung. Het is een van de vijf Drakenbergtempels in Taiwan. Het werd tijdens de Qing-dynastie gebouwd.